# East Acton
Ne doit pas être confondu avec East Acton (métro de Londres).
East Acton est une partie du district d'Acton, dans l'ouest de Londres, en Angleterre.

## Géographie
East Acton est situé en partie dans le borough londonien de Hammersmith et Fulham et en partie dans celui de Ealing.

## Transports
East Acton est desservi par la station de métro East Acton, sur la Central line.